# Sandaq

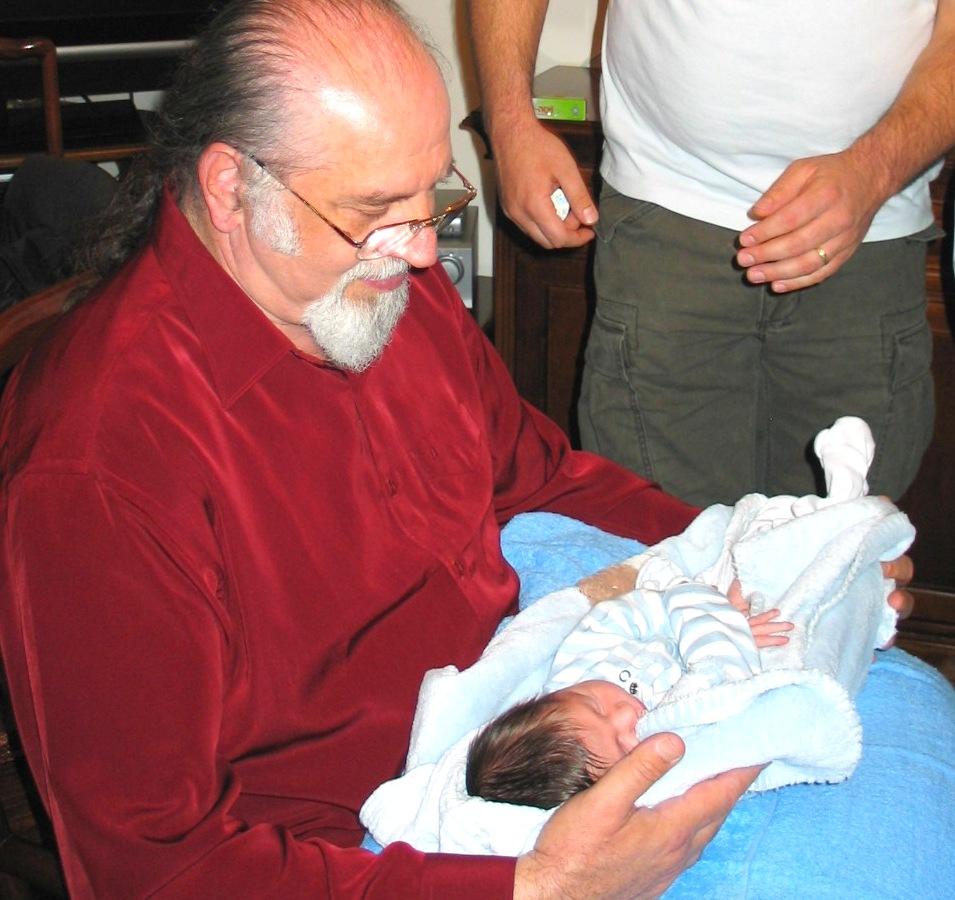
Brit milah : le sandaq tient l'enfant

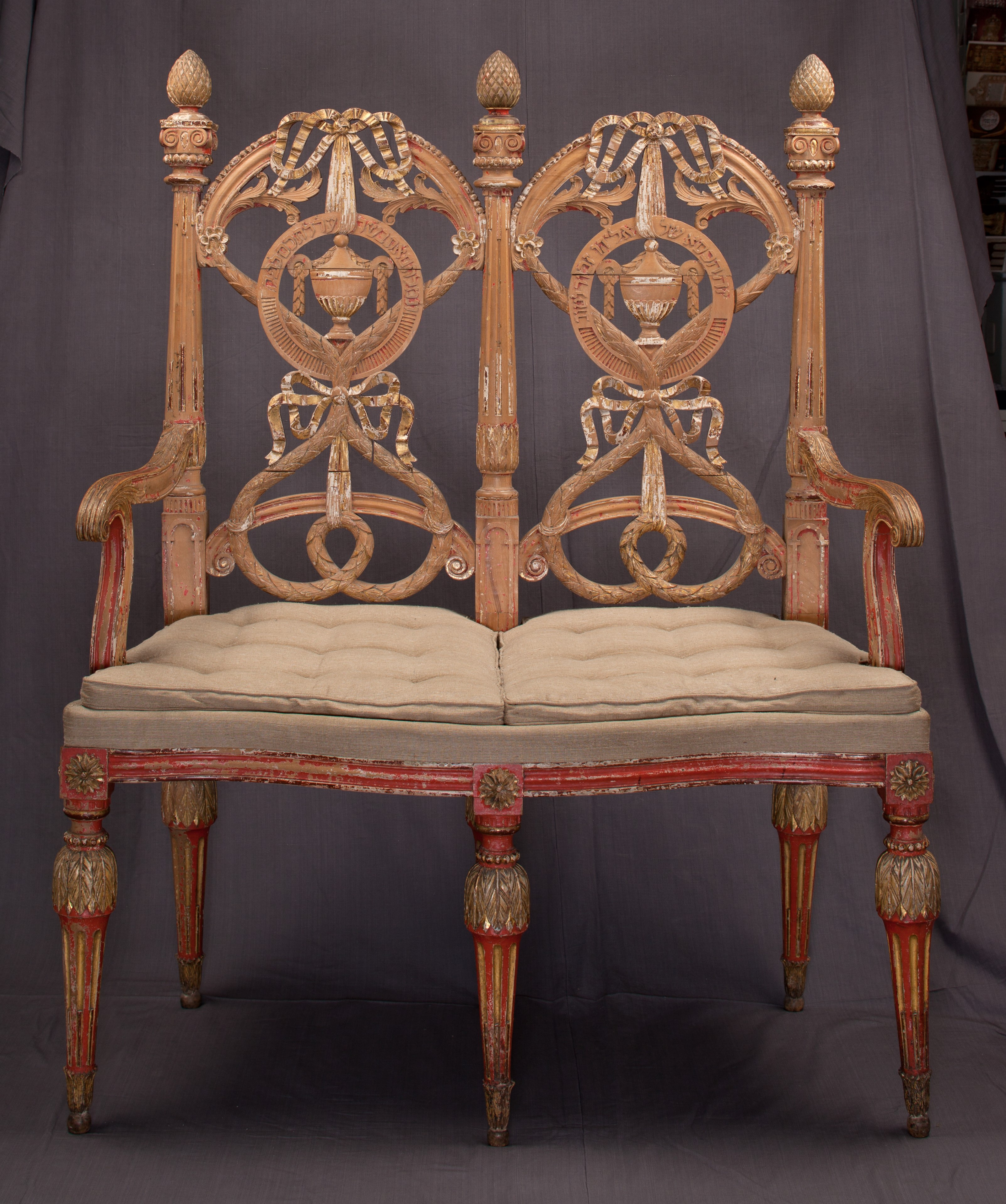
Banc de circoncision, xviiie siècle. Le sandaq s'assied à gauche, et le siège de droite est réservé au prophète Elie. Dans la collection du Musée juif de Suisse.

Le sandaq ou sandak (hébreu : סנדק, « compagnon d'enfant ») est la personne qui tient, lors de la cérémonie juive de la circoncision (Brit milah), l'enfant mâle sur ses cuisses ou ses genoux et le brandit tandis que le circonciseur (mohel) accomplit la brith milah,. Il s'agit d'une position honorifique.
Le terme serait dérivé du mot grec suntekos, qui signifie « compagnon de l'enfant » et aurait donné par ailleurs le mot français « syndic ».
Le Rav Moshe Isserles (Rema) rapporte la pratique de tenir l'enfant sur les genoux (Yore Dea 265:11). Le Gaon de Vilna dans Yore Dea 265:44 cite le Midrash Tehillim qui explique que cette coutume est fondée sur Psaumes 35:10 « Tous mes membres diront : qui est comme Toi ? » [YHWH]. Le midrash souligne combien chaque partie du corps est utilisée pour le service de Dieu et explique que placer l'enfant sur ses cuisses durant la brit participe de ce service.
Le Rema rappelle que selon la tradition, un père ne devrait pas honorer une personne deux fois en la choisissant comme sandaq pour son enfant car un sandaq est comme un prêtre qui offre l'encens (ketoret) au temple de Jérusalem. Or la règle concernant cette cérémonie est qu'un cohen ne peut l'accomplir qu'une fois dans sa vie, Dieu remerciant celui qui accomplit le ketoret par la prospérité. Il convient donc de permettre à un grand nombre de cohanim d'accomplir l'offrande afin qu'ils puissent être remerciés de la sorte. De manière similaire, il convient de permettre au plus grand nombre de personnes d'être sandaq.
Le Gaon de Vilna (YD 265:45) se montre circonspect face à cette interprétation. Premièrement, selon cette logique, une personne ne devrait servir qu'une seule fois de sandaq dans sa vie et non une seule fois par fratrie comme c'est indiqué. Deuxièmement, il indique que l'on n'a jamais vu personne devenir prospère par le simple fait d'avoir été sandaq. Néanmoins, le Aroukh Hachoulkhan (Y.D. 265:34) indique que l'on se doit de respecter la coutume telle que mentionnée par le Rema. Il y est précisé cependant que la coutume dans beaucoup de communautés est que le rabbin serve de sandaq pour tous les enfants mâles, ceci étant justifié par la comparaison avec le cohen gadol (le grand prêtre) qui était en droit d'offrir un korban (sacrifice) chaque fois qu'il le désirait. C'est ainsi que le Chazon Ish aurait servi de sandaq pour un nombre incalculable d'enfants.
L'honneur est traditionnellement donné à un seul homme, juif : un patriarche de la famille (grand-père, arrière-grand-père), un rabbin ou un autre homme connu pour sa vertu et son observance des mitzvot. Chez certains juifs plus détachés de la tradition, il est admis que le sandaq puisse être une femme ou même un non-juif. Dans la plupart des cérémonies, il n'y a qu'un sandaq, mais il est admis que sa femme participe également. Ils sont l'équivalent du parrain et de la marraine.
Durant la brit milah, une chaise est parfois placée à côté du siège du sandaq. Elle est réservée au prophète Élie et reste donc inoccupée durant la cérémonie ; cette pratique découle du fait que le prophète protège l'enfant du danger.
Selon certaines sources, le sandaq est le représentant du prophète Élie.